# Self Care
Self Care è un singolo del rapper statunitense Mac Miller, pubblicato il 13 luglio 2018 come secondo estratto dal suo quinto album in studio Swimming.

## Descrizione
Self Care è un brano composto da due parti: Self Care e Oblivion. La prima parte è stata scritta da Mac Miller stesso insieme a Destin "JID" Route, Devonte Hynes, Dacourny "DJ Dahi" Natche e Peter "Nice Rec" Mudge e prodotta dagli ultimi due e contiene un campionamento del singolo di Erykah Badu del 1997 On & On, scritto da Badu e Jahmal Cantero, mentre la seconda frazione del brano è stata scritta da Miller insieme ai produttori di quest'ultima Eric Dan, Tyler "Nostxlgic" Mason e Peter "Nice Rec" Mudge. Entrambe le parti sono state registrate negli studi Conway di Los Angeles e ID Labs di Pittsburgh.
Self Care contiene elementi di R&B, space funk e cloud rap. Il brano inizia con dei sintetizzatori isolati che accompagnano il ritornello cantato da Miller e a metà passa bruscamente ad un ritmo di sintetizzatori "ariosi e glitchy", che trasforma la sua atmosfera "da claustrofobica a leggera". Gil Kaufman di Billboard ha affermato che il brano "documenta una spirale emotiva, con Mac che ruota in 'oblivion', facendo sì che suoni esattamente come il luogo che vuole che sia". Sheldon Pearce di Pitchfork lo ha descritto come "una visita guidata attraverso la riabilitazione personale di Miller".

## Video musicale
Il video musicale del brano, pubblicato sul canale YouTube ufficiale di Mac Miller in concomitanza con l'uscita del singolo, è stato diretto da Christian Weber e ritrae Miller che si trova sepolto vivo all'interno di una bara, all'interno della quale rappa le sue strofe mentre fuma una sigaretta e incide nel legno della bara la locuzione latina "Memento mori" (in italiano: ricordati che devi morire") con un coltello. Successivamente, Miller sfonda la bara con un pugno ed emerge dal terreno mentre un'esplosione lo fa alzare in aria. Il video è un omaggio al film del 2004 Kill Bill: Volume 2, diretto da Quentin Tarantino.

## Successo commerciale
Negli Stati Uniti Self Care ha debuttato alla ventiquattresima posizione della Billboard Bubbling Under Hot 100 e successivamente ha raggiunto la quinta posizione della classifica. Dopo la morte di Mac Miller, avvenuta a settembre del 2018, Self Care ha raggiunto la trentatreesima posizione della Billboard Hot 100, diventando il brano da solista con il miglior piazzamento in classifica per Miller, superando Loud, che nel 2012 aveva raggiunto la cinquantatreesima posizione.

## Classifiche
| Classifiche (2018) | Posizione massima |
| ------------------ | ----------------- |
| Australia          | 83                |
| Canada             | 38                |
| Regno Unito        | 61                |
| Stati Uniti        | 33                |